# Aasta Hansteen
Aasta Hansteen (døbt Asta, født 10. december 1824 i Kristiania (Oslo) ; død 13. april 1908 samme sted) var en norsk maler, forfatter og forkæmper for kvindesagen. Hun var datter af Christopher Hansteen, professor i astronomi og anvendt matematik ved Universitetet i Oslo og danskfødte Johanne Cathrine Andrea Borch (1787-1840).
Da kvinder først mod slutningen af 1800-tallet begyndte at få de samme uddannelsesmuligheder som mænd, fik Aasta Hansteen støtte af sin far til privatundervisning, i 1843 af blandt andet af den norske maler Johan Gørbitz, som vejledte hende under udførelsen af det første billede, selvportrættet fra 1844.
1844 modtog Aasta Hansteen i København undervisning af Jørgen Roed. Fra 1852 arbejdede hun nogle år i Kristiania som portrætmaler, blandt andet portrættet af faren, "det verk hun er best kjent for".
Landsmål
Aasta Hansteen var den første kvinde der skrev på landsmål (nynorsk) med en lille bog fra 1862 Skrift og umsskrift i landsmaalet. Hendes interesse for landsmål førte til at hun ændrede sit danske døbenavn Asta til den norske form Aasta.
Kvindesag
I 1870'erne var Aasta Hansteen engageret i kvindesagen både på skrift og ved foredragsvirksomhed. Hun grundlagde sammen med Jaquette Liljencrantz kvindeforeningen Nemesis. På grund af den modstand Aasta Hansteen mødte, rejste hun 1880 til USA, hvor hun ernærede sig ved at genoptage maleriet, "...som slo godt an hos norsk-amerikanere...". Hun vendte tilbage til Norge i 1889, men genoptog ikke maleriet.
Hun ville opleve fællesskabet i den nye norske kvindebevægelse og blev modtaget og hyldet som en af kvindesagens pionerer. På sin 80-årsdag 1904 blev hun æresmedlem af Norsk Kvindesaksforening.
Aasta Hansteen er gravlagt på Vår Frelsers gravlund i Oslo, hvor der er rejst en mindesten med en buste som Gustav Vigeland har udført. På Aker Brygge i Oslo står en statue udført af Nina Sundbye.
| - Aasta Hansteen portrætteret - Kvinde med rose i håret, 1853 (selvportræt ?) - Portræt fra 1863 - Selvportræt, 1869 - Visitkort (Foto: "Fru Brun") - Visitkort (H. Lunde's Fotografiske Atelier (Hamar) - Marie Hauge: Portræt af Aasta Hansteen, 1903 - Statuette af Gustav Vigeland, 1905 |

| - Værker af Aasta Hansteen - Portræt af Karoline Ewald, 1846 - Portrætmaleri af faren Christopher Hansteen, 1853 (Nasjonalgalleriet) - Oscarshall lystslot på Bygdø ved Oslo, 1854 - Johan Sebastian Welhaven, 1855 - Camilla Collett, 1855 - Henrik Frederik Arild Sibbern, officer og 'eidsvollsmand', 1855 (no) - "Moses ber om seier støttet av Aron og Hur", 1856 - Tegning til farens Reise-Erindringer fra 1859 (no) |